# Ácido oxalosuccínico
Ácido oxalosuccínico é um intermediário do ciclo do ácido cítrico (ciclo de Krebs), sendo precedido pelo ácido isocítrico por oxidação e sucedido pelo ácido alfa-cetoglutárico por decarboxilação.